# Авіаносна ударна група

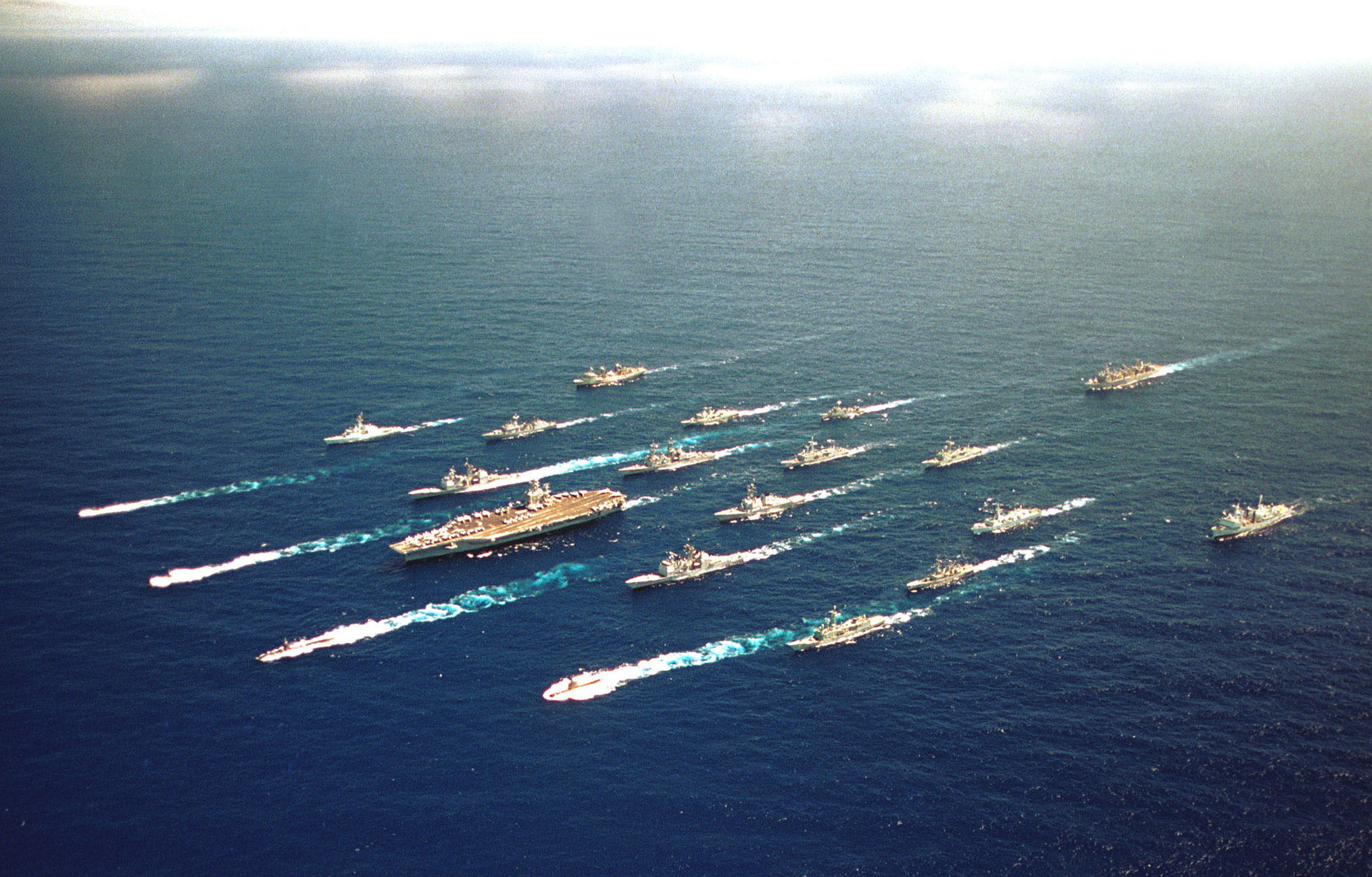
Авіаносна ударна група «Авраам Лінкольн».

Авіаносна ударна група (абрр. АУГ; CVBG — carrier battle group) — оперативне з'єднання, бойове ядро якого складає авіаносець. Авіаносці ніколи не діють поодинці, а завжди в складі авіаносної ударної або багатоцільової групи (АБГ).
До складу авіаносної багатоцільової групи входить атомний авіаносець, 1-2 крейсери (дивізіон ППО), 3-4 есмінці (дивізіон ПЧО), 1-2 багатоцільові атомні підводні човни, дивізіон суден забезпечення.
Авіаносні ударні групи можуть діяти як в єдиному бойовому порядку, так і окремими, дрібнішими, авіаносними ударними групами на різнорідних операційних напрямках. Дві і більше авіаносних ударних групи можуть об'єднуватися в авіаносний ударний флот.
Авіаносні ударні групи призначені для ураження наземних об'єктів силами авіації, знищення кораблів і суден противника в морі і на базах, літаків на аеродромах і в повітрі, для надання авіаційної підтримки сухопутним військам, забезпечення висадки морського десанту і захисту морських комунікацій. Другою причиною використання групи кораблів є можливість розширити сферу діяльності авіаносців коштом додаткового палива та озброєнь, що постачаються кораблями забезпечення.

## Бойові дії
- «Кідо Бутаі» — перший авіаносний флот Імперського флоту Японії. Завдав удару по Перл-Гарбору. В 1942 році брав участь в обох відомих історії боях авіаносних ударних з'єднань: у Кораловому морі та при Мідвей, де був розбитий. З'єднання включало шість ударних авіаносців: «Сьокаку», «Дзуйкаку», «Сорю», «Хірю», «Акагі» і «Каґа».